# Acanthomytilus cedricola
Acanthomytilus cedricola är en insektsart som beskrevs av Alfred Serge Balachowsky och Alkan 1956. Acanthomytilus cedricola ingår i släktet Acanthomytilus och familjen pansarsköldlöss.
Artens utbredningsområde är Turkiet. Inga underarter finns listade i Catalogue of Life.